# Skinny Tiger and Fatty Dragon
Pour plus de détails, voir Fiche technique et Distribution.
Skinny Tiger and Fatty Dragon (Sau foo fei lung) est un film hongkongais réalisé par Lau Kar-wing, sorti en 1990. 

## Synopsis
Le « Dodu » et le « Chauve » sont deux policiers bagarreurs et intrépides dont les maladresses attirent la colère de leur hiérarchie. Chargés de démanteler un réseau mafieux local, les deux inspecteurs foncent tête baissée dans l'aventure, semant une incroyable pagaille au sein du gang et de la police...

## Fiche technique
- Titre international : Skinny Tiger and Fatty Dragon
- Titre original : Sau foo fei lung
- Réalisation : Lau Kar-wing
- Scénario : Tsang Kwok Chi
- Musique : Richard Lo
- Direction artistique : Jessy Lam et Pater Wong
- Montage : Wong Ming Lam
- Photographie : Gray Ho
- Costumes : Vivian Lam
- Production : Andrew Yau et Wellington W. Fung
  - Production exécutive : Tsang Kwok Chi
- Société de production : Cinema Capital Entertainment Ltd.
- Pays d'origine : Hong Kong
- Langue originale : cantonais
- Genre : Comédie policière
- Durée : 105 minutes
- Dates de sortie :
  -  Hong Kong : 28 juin 1990

## Distribution
- Sammo Hung : Fatty Dragon, dit « le Dodu »
- Karl Maka : Mak Sui Fu, dit « le Chauve »
- Carrie Ng : Ah Lai
- Wanda Yung : la petite amie de Mak Sui Fu, dite « la Tige »
- Bowie Wu : l'inspecteur Wu
- Lau Kar-wing : Wing
- Lung Ming-yan : Prince Tak
- Tai Bo : Johnny
- Ni Kuang : le père de Dragon
- Cutie Mui : une voisine